# Distretto di Taijiang
Il distretto di Taijiang (台江区S, TáijiāngP) è un distretto della Cina, situato nella provincia del Fujian.